# Elizabeth Berridge (actrice)
Elizabeth Berridge (New Rochelle, 2 mei 1962) is een Amerikaanse film- en theateractrice.
Berridge leerde het vak aan de Lee Strasberg Theatre and Film Institute in New York. Ze staat bekend om haar rollen als Amy Harper in de horrorfilm The Funhouse (1981), Constanze Mozart in de kostuumdramafilm Amadeus (1984), Charlotte in de tv-sitcom The Powers that Be (1992–1993) en Eve Eggers in The John Larroquette Show (1993–1996).

## Filmografie

### Films
| Jaars | Film                   | Personage         |               |
| ----- | ---------------------- | ----------------- | ------------- |
| 1979  | Natural Enemies        | Sheila Steward    |               |
| 1981  | The Funhouse           | Amy Harper        |               |
| 1984  | Amadeus                | Constanze Mozart  |               |
| 1984  | Silence of the Heart   | Penny             | Televisiefilm |
| 1985  | Smooth Talk            | June              |               |
| 1987  | Five Corners           | Melanie           |               |
| 1989  | Home Fires Burning     | Francine Tibbetts | Televisiefilm |
| 1990  | Montana                | Lavetta           | Televisiefilm |
| 1993  | When the Party's Over  | Frankie           |               |
| 1999  | Payback                | prostituee        |               |
| 2000  | Broke Even             | Leslie            |               |
| 2001  | When Billie Beat Bobby | Rosie Casals      | Televisiefilm |
| 2004  | Hidalgo                | Annie Oakley      |               |
| 2005  | Break a Leg            | NY girl           |               |
| 2010  | Please Give            | Elyse             |               |
| 2015  | Results                | Christine         |               |
| 2022  | The Vanishing Point    | Lori              | Kortfilm      |

### Televisieseries
| Jaar    | Serie                 | Personage          |                                |
| ------- | --------------------- | ------------------ | ------------------------------ |
| 1981    | Guiding Light         | Morgan Richards    | Afl. "Surprise Witness"        |
| 1981–82 | Texas                 | Allison Linden     | Soap opera                     |
| 1987    | Leg Work              | Peaches            | Afl. "Peaches"                 |
| 1989    | Miami Vice            | Julia Scianti      | Afl. "The Lost Madonna"        |
| 1989    | The Equalizer         | Susan Wilhite      | Afl. "Endgame"                 |
| 1992–93 | The Powers That Be    | Charlotte          |                                |
| 1993–96 | John Larroquette Show | Officer Eve Eggers |                                |
| 1998    | Touched by an Angel   | Holly              | Afl. "The Trigger"             |
| 2001–05 | Grounded for Life     | Amy                | 3 afl.                         |
| 2003    | Still Standing        | Sandy Hartwick     | Afl. "Still Changing"          |
| 2004    | Yes, Dear             | Wedding guest      | Afl. "Shirley Cooks with Love" |